# Botia javedi
Botia javedi är en fiskart som beskrevs av Mirza och Syed, 1995. Botia javedi ingår i släktet Botia och familjen nissögefiskar. Inga underarter finns listade.